# Ardingly Reservoir
Ardingly Reservoir är en reservoar i Storbritannien.   Den ligger i riksdelen England, i den södra delen av landet, 50 km söder om huvudstaden London. Ardingly Reservoir ligger 55 meter över havet. Arean är 0,45 kvadratkilometer. Trakten runt Ardingly Reservoir består i huvudsak av gräsmarker. Den sträcker sig 1,4 kilometer i nord-sydlig riktning, och 1,0 kilometer i öst-västlig riktning.